# 台獨左派
台獨左派，又稱左派台獨、台獨左翼、左翼台獨，簡稱左獨、獨左，是台灣獨立運動（台獨）參與者中偏向社會民主主義、進步主義等左派政治及經濟思想的派別。
左派在台灣過去並不活躍，被認為與共產主義畫上等號，因此早期聲勢遠不及居台獨主流地位的「台獨右派」、以及有別傳統台獨的「華獨」，但近幾年來因全球經濟大衰退、兩岸全面三通（包括開放陸資與陸客直接來台）以及部分台灣人認為大陸因素對台灣的負面影響與日俱增（尤其經濟領域上），使得台灣國族主義與社會主義思潮在台灣社會蔓延，加上對華獨的不積極感到失望、台灣長期受西方的自由主義所影響，再加上台灣已解嚴三十年，社會的反共恐共不像從前般熱烈（被反中及統獨議題取代），使左派在台灣的討論度逐漸上揚，尤其是2014年太陽花學運發生後。
現時台灣的兩大政黨——民主進步黨以及中國國民黨，內部各有左翼自由派和右翼保守派。而民進黨則在社會文化議題上少部份偏右派（強調在地化與本土化的本土主義民族主義），大部份偏左派（強調多元文化、全球化以及國際化），在經濟議題上少部份偏左派（支持社會主義）、大部份偏右派（支持資本主義）。台灣的左派思想，更多受是美國的自由派影響，即美國兩大政黨之一的民主黨，台灣不少人包括國、民兩黨的政治人物也是偏向民主黨中間偏左的社會理念，而非保守派的共和黨。
在歷史上的台獨左派政黨如日治時期的台灣共產黨，而現時活躍的有台灣基進、時代力量、社會民主黨、台灣綠黨、小民參政歐巴桑聯盟等，他們除了在社會及經濟議題上持左傾立場，也對轉型正義、婚姻平權等涉及公平正義的社會議題高度關注；政治上主張台獨，與民主進步黨等內部含台獨右派的團體合作，但又保持一定距離。台獨左派的終極目標是希望取代現時中國國民黨的政治地位，讓兼具台獨左派與右派並存的民主進步黨往右派推擠，成為兩大台灣政治勢力。
在台獨左派政治團體的部分，過往在日治時期有如台灣農民組合、鳳山農民組合，而現時則有台獨托派的國際社會主義前進等組織。

## 歷史

### 早年
台獨左派也是台灣左派的一支，卻與左統在國家認同立場上完全相反。台獨左派是過去中華民國政府的白色恐怖針對對象之一，相關的組織有林錦文、鄭評等人分別成立的「台灣獨立黨」等，著名的人士有史明、楊碧川、張金策、黃泰山、曾茂興等。這股來自基層的力量，強調工人等弱勢者利益，在政黨中多半支持民主進步黨（只有楊碧川等少數人完全相反），在國家認同上主張台灣獨立，過去在台灣社會運動蓬勃時期經常可在街頭看到他們的旗幟。
1979年1月，中华人民共和国国务院副总理鄧小平訪問美國，時任台灣獨立建國聯盟宣傳部部長的張金策擔任白宮前「海外台灣人大示威」總指揮；但其後，張金策質疑台灣獨立建國聯盟支持美國帝國主義立場，退出台灣獨立建國聯盟。
1997年8月，楊碧川說，在中華民國政權一再重申「台灣是中國的一部分」的情形下，如果藉由台灣人民直選中華民國總統的事實可以代表台灣人民主權的行使，那麼「中華民國在台灣」也將可循香港回歸的模式回歸中國，「承認中華民國對台灣的統治，危機就在這裡」；唯有消滅中華民國政權、建立獨立的台灣國，才是台灣真正的主權獨立的事實，也才是台灣唯一的活路。2004年11月，楊碧川說，「在台灣，從1930年代至今，仍未解決『獨立』或『國內自治』的兩難，一般人還以為如今已改朝換代，忘了還同外來政權搞政黨輪替的自治遊戲」。
2000年民進黨首次執政後，2001年3月，曾任台灣獨立建國聯盟十屆中央委員的勞工運動人士曾茂興指出，過去在民主進步黨內可以找到很多「左」的色彩，但今天已很少看到；創辦《左翼雜誌》的國立政治大學副教授黃德北則說，左統和左獨兩股力量平常很少接觸，左派人士留學回來後，有的在校園，有的自己成立團體或是從事勞工運動、社區運動，但現在「左」在台灣還是一個負面標籤，想到「左」就想到中國共產黨，「左」在台灣北部還是思想毒素；黃德北說，台灣可能有不少的人會把民主進步黨當成左派，但民主進步黨執政後有人認為該黨只是一點點像左派政黨而且只有一點點階級意識，「八四工時案」是分辯民主進步黨是左派或右派的最好時機跟比較好的時機；勞動人權協會會長兼勞動黨副主席林書揚則說，對中國共產黨的觀點不同是引發台灣左派意見不同調的因素之一，有人可以認同中國共產黨的改革開放像民進黨，也有人不能認同改革開放像勞動黨(台灣勞動黨)。
2006年7月26日，楊碧川在《聯合晚報》的專訪中說，民主進步黨執政這五、六年來，「老天有眼」讓大家看到民主進步黨的虛偽及法西斯的出現，民主進步黨根本不是台獨政黨，民主進步黨與中國國民黨毫無差異，所以他未曾加入民主進步黨，他也不認為民主進步黨是本土政黨。
2008年7月7日，台灣促進和平文教基金會執行長簡錫堦說，民主進步黨作為中間偏左政黨，卻以為把英國工黨的第三條路拿來抄一抄就是中間偏左，「他們只是想利用中間偏左，作為擴張政權的口號」；台灣團結聯盟為台灣毛巾業者爭取權益，但是那些業者是「弱勢的資本家」，此舉並非從左派、勞工的階級出發，「中間偏左是連自己台商在中國是否以便宜價格跟低廉的薪資剝削勞工都要追究的」；中國國民黨、民主進步黨與台灣團結聯盟其實都屬於自由主義，他們都是右派政黨，他們所標榜的「偏左」頂多到約翰·羅爾斯《正義論》中「自由主義仍有足夠的理論資源，回應時代的挑戰，建構一個較其他政治理論更為公正的社會」的程度。

### 太陽花學運後
2014年12月3日，瑞典隆德大學東亞政治碩士吳媛媛說，台灣的義務教育沒有系統地介紹左派和右派的觀念，台灣固有的歷史經驗使許多台灣人民對所有左傾字眼帶有盲目的恐懼，左傾思想常被等同於共產党極權，社會主義常被聯想到毛澤東與史達林的臉，中國國民黨與民主進步黨都是右派政黨，2014年九合一選舉柯文哲當選台北市市長可視為「台灣偏左意識的覺醒」。
2015年1月8日，全國教師工會總聯合會副秘書長羅德水說，目前台灣社會基本上沒有左派的土壤，長不出左派政黨；儘管2014年台灣社會產生許多改變，「但現階段左派人士要組成政黨還是面臨不少挑戰，遑論是執政」；唯有打破被泛藍與泛綠綁架的一元化思考，改用左派和右派思考台灣社會面臨的政治及經濟問題，把深陷發展焦慮的台灣社會拉回到對「分配問題」的關注與討論，台灣社會才有進步的空間，這也是秋鬥提出「人民向左轉」的關鍵。
2016年5月7日，前張金策助理林恕暉說，他從台獨運動「往左轉」，關鍵起於：㈠對台獨血統論（至今仍有人喜歡用血緣與基因來區分台灣人與中國人）的質疑；㈡看到民主進步黨新潮流系從批判康寧祥的選舉路線，到宣稱街頭運動總路線，再到背離了撐起運動的基層黨工；㈢從左翼觀點思考黨外運動的不足，「特別是看到基層黨工的處境，一些長期民主運動奉獻者被政客利用完丟在一邊的情況」。他說，在他加入張金策的《群眾》雜誌之前，他參與激進台獨者的競選活動，深入民主進步黨基層，還為了讓左翼在民主運動取得發言權而加入民主進步黨，整個過程讓他清楚了解許多民主進步黨人政治路線的局限性，「從初期的漠視階級問題，到某些政黨派系、政客開始玩弄階級矛盾以彰顯自己的進步」。
2016年9月8日，民主進步黨台北市議員梁文傑發文，在本月高雄市政府強制拆遷高雄市三民區十全果菜市場牴觸戶事件中為高雄市市長陳菊辯護。2016年9月9日，自由台灣黨南翼負責人李嘉宇認為，從梁文傑此文可以清楚看到，民進黨早就已經與當年左派台獨理念背道而馳、卻仍假藉台獨之名鞏固自己執政的「發展至上主義」，在鞏固自己執政之餘綁架人民「只有民進黨繼續執政，台灣才能獨立」；在當前的裙帶結構及不正常憲政體制之下，獨大且無從監督的行政權就是讓台灣成為「財團天堂」的首謀，一旦讓這個利益結構進一步取得體制的絕對主導權，「台灣獨立將永遠胎死腹中」。2016年9月10日，台灣國護照貼紙發起人陳致豪（老丹）說，梁文傑此言清楚傳遞了：民進黨是一個沒有台獨信仰的右派政黨，左派風格的口號只是民進黨的選舉話術而不是內化的價值，民進黨看重的是權貴階級而不是底層民眾，民進黨追求的是社會秩序而不是人權與正義。
2016年12月13日，台灣團結聯盟主席劉一德說，時代力量企圖塑造自己是最挺勞工的“早期的反商民進黨”，把民進黨塑造成腐敗與親近資本家的黨，目標是取代民進黨；如果民進黨腐敗的速度快，時代力量容易在2018年九合一選舉搶到民進黨的選票。2017年2月22日，前民進黨中國事務部副主任張宇韶說，蔡英文政府執政並未讓台灣民粹主義浪潮退去，無論兩岸關係或各種改革，以民粹起家的時代力量師承當初民進黨在野的角色，掌握“左”與“獨”的激進路線；社會氛圍對時代力量比較有利，民進黨反而應該戒慎恐懼。2017年3月15日，自由台灣黨主席蔡丁貴說，與財團勾結、得到國民黨過去的利益，不是台灣獨立；政黨與民間團體應該要和弱勢站在一起，照顧弱勢人民的生活，這才是台獨。2017年12月22日，民進黨台北市議員許淑華說，時代力量自稱非常支持台獨，民進黨指責柯文哲的兩岸論述時卻不見時代力量發言，不知道時代力量的政治論述在哪裡。
2019年7月17日，針對太陽花學運領袖林飛帆接任民進黨副秘書長一事，柯文哲幕僚認為，太陽花學運有其天時、地利、人和，但五年後時空背景不同，如今林飛帆對年輕族群的號召力已經沒有太陽花學運時期那麼強，林飛帆已經被歸類為「左派台獨憤青」；又認為，林飛帆加入民進黨，只是讓時代力量陷入路線之爭，讓民進黨收編時代力量黨內偏向進步光譜的一群，讓時代力量變成「下一個台聯」。

## 批評
1984年6月，台灣作家陳映真說：1970年代以後，海外、尤其北美地區的台灣獨立運動，其右派如台灣獨立建國聯盟、台灣人公共事務會等，固然公然採取對美國附庸的立場，以促成如「台灣前途決議案」之帝國主義法案以驕人；即連自稱「馬克思派」的台獨左派，面對美國的對台灣之帝國主義歷史和政策（他舉例：美國海軍將領馬休·培里叩關日本的同時，即曾奉命調查台灣資源，主張美國佔領台灣，並主張台灣在當時國際貿易與交通上對美國有實質上利益；當時美國駐遠東地區外交人員哈利斯，極力蒐集有關台灣資料，向美國外交當局力陳美國佔領台灣之利；美國商人黎基敦，力陳台灣對美國之利益，主張美國派兵佔領台灣；1860年代末，美國曾以應懲殺害美國水手及商人之台灣原住民為理由，派兵登陸鵝鑾鼻），也睜眼閉眼、裝聾作啞。
2003年10月4日，台灣社會研究季刊雜誌社（台社）創社社長傅大為說，他反對獨派亂貼「統派」標籤在台社身上，卻也感覺到台社的反台獨社員似乎隨時準備以抽象的左派理論全面批評所有的台獨或族群論述，並不認為台獨與左派有銜接的可能。

2005年3月6日，中國大陸異議學者辛灝年在賓西法尼亞大學沃頓商學院第三場「九評共產黨」研討會說：1927年，第三國際、日本共產黨與中國共產黨為台灣共產黨擬定了一份台獨綱領（當時台灣還在大日本帝國殖民統治下，所以「台獨」一詞在當時是指從日本獨立，而非從中國獨立）；1928年，中國共產黨在上海霞飛路45號一家照相館的樓上，為台灣共產黨擬定了新的台獨綱領「台灣民族、台灣革命、台灣獨立」；而且，中國共產黨黨員還策劃了造成台灣社會族群撕裂的二二八事件。他接著說：
|  | 70年代在海外，台獨勢力的主要資源都來自於中國共產黨；海外台獨的主要領袖人物不但是馬克思主義者，還不斷的、連續的回大陸、回北京受訓。大家不要天真的認為台獨「非我族類」。台獨是「非我族類」，可是它屬於共產黨這一類「馬列（馬克思列寧主義）黨族」之類。即便今天在美國的許許多多我這個年齡以上的台獨人士，他們都自稱是一個光榮的馬克思列寧主義者。 直到今天，共產黨是搬起石頭砸了自己的腳，它培養了台獨，它生下了台獨。今天台獨是真的不想做中國人了，要走出中國了；他們不想做中國人了，可是他們還在和共產黨一唱一和啊！大家不要以為共產黨今天高舉著所謂的民族主義的大旗在反對台獨，那不是要統一，是要統戰；這是我們中國大陸人，人人心知肚明的事情。不要以為今天台獨是在反共，它是在反華。這才是台獨的真相！ 作為一個中國人，一個中華民族的子孫、中華的兒女，必須堅定地反對共產黨，反對和共產黨有著千絲萬縷聯繫的台獨勢力、反華台獨勢力。我這樣說，並不是說我不理解台灣絕大多數人民不願意被中共專制一統；我知道他們不願意，我不但同情、而且理解；但是，我不能容忍那種像共產黨一樣，秉承了共產黨的所謂「黨化傳統」，來否定我們的民族、汙衊我們的民族，來否定我們中國人民的，一切的言行！ |

2008年10月1日，世新大學社會發展研究所副教授陳信行說，台獨希望依靠美國武力對抗中國，「幾乎是完全繼承蔣家政權的冷戰位置……這種『獨立』，當然僅僅是把半世紀以來台灣的附庸地位換個名稱而已」。2009年11月8日，台獨人士兼美國律師江建祥說，「看美國人臉色的『建國程序』，這能夠做嗎？不能做」。
2016年6月23日，台獨人士廖清山說，美國在軍事和經濟方面老想從台灣獲得利益，美國對待盟邦的態度有如太上皇，台獨難保不會被美國人暗中下手推翻。

2013年5月1日，反資反帝學生連帶抨擊台獨左派：
|  | 從1950年代開始，美國就一直在主宰著台灣，台灣實際上是美國的新殖民地；在這個情況下，脫離中國「獨立」，實際上只能是台灣永遠淪爲美國「屬國」的結果。更不用說，台派所主張的獨立台灣，儘管加上了「多元公民社會」等一類偽裝塗飾，在實際上還是極少數壟斷資本家統治、剝削、壓迫多數人民的體制。台派以拒絕「中國官商資本」為幌子，實際上就是要維持台灣被帝國主義和壟斷資本統治的現狀。 有些以「台左派」自居的人士聲稱，他們主張「建立一個獨立的社會主義國家」。然而，這是比主流台派更加荒誕的說法，因為：要在台灣建立「社會主義國家」，除了要脫離美國宰制之外，還要徹底瓦解現存的國家機器，建立以武裝勞動者為基礎的、全新的無產階級國家體制。眾所周知：台左從來只會反對「中國帝國主義」，除了私底下哼幾聲「我們也反美資台資」之外，在一切重要的公眾議題，例如親美日資本壟斷輿論、美國對台輸出核電、美國對台強制軍售等等，台左不但完全沒有任何反帝（即：將美國對台灣的種種壓迫，指明是美帝統治台灣的結果，並主張結束這種狀態）言論，還被親美日的壟斷資本媒體奉為英雄。所謂「台左」，只是一個自欺欺人的標籤而已。 |

2016年5月8日，工人國際委員會台灣表示，如果沒有提出一個反對所有帝國主義壓迫的社會主義綱領，台灣國族主義情緒終將被台灣資產階級和美國帝國主義操弄，作為他們開拓新市場和推動台灣軍事化的工具。
工人國際委員會台灣主張，台獨運動不能依靠泛綠來取得勝利，必須由工人階級領導，與中國的群眾鬥爭團結，共同打倒統派與資本主義制度，才能確保台灣真正的獨立：「社會主義的獨立台灣，作為亞洲社會主義聯邦的一部分」。2016年7月9日，工人國際委員會台灣表示，2013年民進黨立法委員薛凌家人主導的陽信商業銀行子公司「陽信融資租賃（中國）有限公司」在上海設立，其家族涵蓋民進黨重量級黨公職，在台灣引發巨大爭議，很多人感到「民進黨政客在大陸賺大錢，回台鬧獨立」；民進黨的支持基礎是台灣的資本家，這批資本家都需要走入中國大陸市場，因此也不敢得罪中國共產黨政權；那些「期盼綠營會帶領台獨運動」、或者「批判性支持民進黨」的台派團體，只會一次又一次的失望。

## 外部連結
- 楊偉中。《選後台灣左翼的要務：建立工人階級的政治反對派》。
- 楊偉中。《總統大選與台灣左翼運動的政治課題》。